# Осмиловичи
Осмиловичи (укр. Осмиловичі) — село в Поромовской сельской общине Владимирского района Волынской области Украины.
До 2020 года входило в Иваничевский район.
Код КОАТУУ — 0721187706. Население по переписи 2001 года составляет 397 человек. Почтовый индекс — 45312. Телефонный код — 3372. Занимает площадь 7,4 км².